# Желудьево (Тверская область)
Желудьево — деревня в Кимрском районе Тверской области. Входит в состав Ильинского сельского поселения.

## География
Находится в юго-восточной части Тверской области на расстоянии приблизительно 14 км на запад-северо-запад по прямой от районного центра города Кимры в левобережной части района.

## История
Известна была с 1628 года как деревня, владение старицы Мстиславской, с 1645 года новое владение московского Архангельского собора. В 1780-х годах 22 двора. В 1859 году здесь (деревня Корчевского уезда Тверской губернии) было учтено 15 дворов, в 1887 — 19. Ныне имеет дачный характер.

## Население
Численность населения: 106 человек (1780-е годы), 117 (1859 год), 117 (1887), 2 (русские 100 %) в 2002 году, 0 в 2010.